# Eosentomon tapiasum
Eosentomon tapiasum – gatunek pierwogonka z rzędu Eosentomata i rodziny Eosentomidae.

## Taksonomia
Gatunek opisany został w 1978 przez Josefa Noska, a jego nazwa pochodzi od „Col de Tapias” – miejsca, gdzie odłowiono holotyp.

## Występowanie
Gatunek ten jest endemitem Madagaskaru, gdzie znany jest ze środkowej części wyspy.